# Rosolia
Con il termine rosolia si identifica una malattia infettiva, ad origine virale dovuta al Rubella virus. È esantematica, maculopapulosa, acuta e contagiosa. Insieme al morbillo, la varicella, la pertosse e la parotite, è una delle infezioni più comuni che insorgono in età pediatrica. Può anche colpire donne incinte e, a seconda del mese di gestazione, la permanenza del virus nell'ospite può comportare effetti teratogeni per il feto.
Al 2019 l'unico ospite conosciuto per il virus Rubella rimane l'uomo.
Esistono due modalità di contagio: 
1. Trasmissione orizzontale: il virus può trasmettersi per via aerea, attraverso goccioline di saliva (emesse con starnuti o colpi di tosse); per contatto diretto (mediante interazione con il soggetto malato) o indiretto (tramite contatto con oggetti contaminati);[2]
2. Trasmissione verticale o sindrome da rosolia congenita: dalla donna gravida infetta (non immunizzata) al feto, per mezzo della placenta. La trasmissione verticale non è sempre certa e avviene nel 90% dei casi.

Negli infanti ha solitamente un decorso benigno; ma quando una donna non immunizzata ne viene contagiata può sviluppare la sindrome da rosolia congenita, che causa l'aborto nel 20% dei casi e può produrre invalidità gravi e permanenti nel bambino.
L'Organizzazione mondiale della sanità stima in circa 110 000 i bambini che nascono ogni anno con la sindrome da rosolia congenita e devono confrontarsi con le sue conseguenze invalidanti.

## Diffusione in Europa
Secondo il rapporto biennale 2017 dell'European Centre for Disease Prevention and Control, su 53 Paesi europei, 33 (tra i quali 19 dell'UE) hanno eliminato la rosolia, mentre in sette Paesi dell'UE risulta ancora endemica: Belgio, Danimarca, Francia, Germania, Polonia e Romania. In Italia è stata debellata nel 2023.

## Agente eziologico
L'agente causale come agente eziologico un virus ad RNA del genere "Rubivirus" appartenente alla famiglia dei "Togaviridae" (in realtà dal 2018 è stato riclassificato a Matonaviridae). Il ceppo più diffuso è RA 27/3.
Da un punto di vista clinico il virus appartiene al complesso TORCH, ovvero un insieme di agenti eziologici bersaglio di screening nelle donne gravide.

## Profilo clinico
La patologia, frequente nell'età scolare, ha un periodo di incubazione di 14-21 giorni più spesso 16-18 giorni e può presentare due forme cliniche, una tipica (50% dei casi) caratterizzata da esantema micropapuloso non confluente a rapidissima evoluzione cranio-caudale, da febbre moderata (anche se talvolta anche fino a 39-39,5 °C o più), flogosi e tumefazione dei linfonodi nucali e laterocervicali ed artralgie di breve durata solo negli adulti; in questa forma clinica, la linfoadenite, che può durare fino al 30º giorno, precede sempre la febbre e l'esantema di 3-4 giorni e quest'ultimo non dura per più di 2-5 giorni.
La viremia compare dopo circa sei giorni dal contagio per scomparire prima che si palesi l'esantema, il virus infatti viene eliminato attraverso il naso-faringe fino a 14 giorni dalla comparsa dell'esantema. La seconda forma clinica è nel 25% dei casi anesantematica con linfoadenite e febbre che però non sempre è presente e nell'altro 25% asintomatica.

## Diagnosi

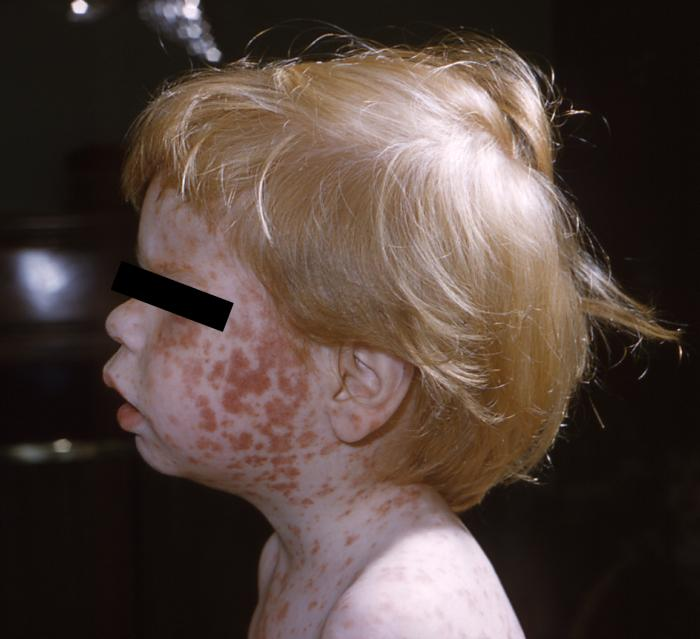
Un caratteristico rash maculopapulare della rosolia

La diagnosi è principalmente clinica. Tuttavia la diagnosi per la rosolia può venir effettuata ricercando anticorpi specifici del virus nel siero.
La diagnosi differenziale rispetto al morbillo si effettua osservando anche l'eruzione più lieve, e per l'assenza di Macchie di Köplik (benché talvolta si possano formare per indebolimento generale afte in bocca), rinite, fotofobia o tosse. Inoltre, la rosolia si distingue per il decorso più breve, e con durata e rischio di complicazioni minori.

## Terapia
Non vi sono terapie specifiche per la rosolia, che solitamente richiede solo cure sintomatologiche.
In caso di febbre elevata può rendersi necessario l'uso di paracetamolo, mentre l'ibuprofene può essere usato per i dolori articolari. Caso specifico è l'utilizzo di corticosteroidi nel caso si realizzi una porpora piastrinopenica o una nevrassite (complicanze rare).
Al fine di prevenire le gravi forme di sindrome da rosolia congenita, che può comportare severe invalidità permanenti (sordità, danni visivi, anomalie cardiache) è invece fondamentale il vaccino per tutte le donne che superano la pubertà senza aver contratto la malattia (circa il 15% in Italia). Con l'introduzione del vaccino della rosolia l'incidenza della malattia è scesa del 99% in buona parte dell'Italia; a livello internazionale, la diffusione su larga scala della vaccinazione ha permesso la forte riduzione delle forme di rosolia congenita in molte nazioni.
Ciò nonostante, nei paesi in cui le coperture vaccinali sono ancora basse (prevalentemente in Africa e nel Sud-Est Asiatico), l'incidenza della rosolia congenita e delle sue complicanze invalidanti è ancora alta, con oltre 110 000 bambini affetti ogni anno.

## Rosolia e gravidanza

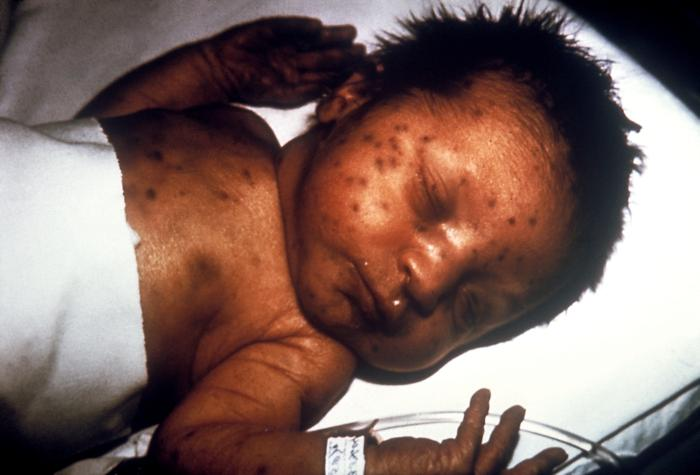
Neonato con lesione cutanee da rosolia congenita (1978)

Il virus responsabile della rosolia appartiene al complesso TORCH, e l'infezione può trasmettersi al feto durante la fase viremica per via trasplacentare; essa può verificarsi in diversi periodi della gravidanza, e la gravità delle conseguenze che la stessa avrà sul feto dipendono proprio da questo.
- Fino alla 4ª settimana:
Non c'è ancora placenta quindi il passaggio del virus all'embrione è abbastanza difficile ma se ciò si verifica probabilmente si andrà incontro all'aborto.
- 4ª-5ª settimana
Si sono formati i vasi sanguigni per cui il contagio comincia a divenire più probabile, se esso si verifica si può avere aborto o gravi displasie.
- 5ª-16ª settimana
Le cellule si trovano in uno stato di attiva replicazione e quindi recettive per la replicazione virale, in questo stadio si verificano: inibizione o rallentamento della mitosi e necrosi cellulare, tutto ciò causerà gravi embriopatie malformative che vengono raggruppate sotto il nome di Triade di Gregg: cataratta, malformazioni cardiache e sordità per malformazione dell'organo del Corti.
- Dalla 17ª settimana
Si ha infezione senza malformazioni; si possono avere:
  - Rubeola espansa: poliviscerite con epatosplenomegalia, trombocitopenia, polmonite interstiziale, flogosi diffusa.
  - Rubeola in utero: neonato sano ma con le IgM.
  - Rubeola con interessamento di un solo organo.

Si può verificare che il feto non riesca ad eliminare il virus contratto durante il periodo embrionale. In questo caso il neonato presenterà oltre alle malformazioni anche i segni dell'infezione fetale (epatosplenomegalia, ittero, IgM e IgG, piastrinopenia), ed inoltre continuerà ad eliminare il virus con le urine per ancora 18 mesi.